# Гай Карминий Гал
Гай Карминий Гал (на латински: Gaius Carminius Gallus) e политик и сенатор на Римската империя през 2 век.
Произлиза от фамилията Карминии. През 120 г. той е суфектконсул заедно с Гай Атилий Серан.